# Tabayama
Tabayama (丹波山村?) è un villaggio giapponese della prefettura di Yamanashi.